# Mecanisme de Kozai
En mecànica celeste, el mecanisme de Kozai o efecte de Kozai causa un canvi periòdic entre la inclinació i l'excentricitat d'una òrbita. És a dir, hi ha libració (oscil·lació sobre un valor constant) de l'argument del periàpside.
Aquest efecte fou descrit el 1962 per l'astrònom japonès Yoshihide Kozai mentre analitzava l'òrbita dels asteroides. Des d'aquell moment, s'han comporvat que les ressonàncies de Kozai són important en la configuració de la forma de les òrbites del satèl·lits irregulars dels planetes, objectes trans-neptunians, i en alguns planetes extrasolars i sistemes estel·lars múltiples.

## Ressonància de Kozai
Per un cos que orbita amb una excentricitat {\displaystyle e\,\!} i una inclinació {\displaystyle i\,\!} relativa a l'òrbita al voltant del cos més gran, es conserva el següent valor:
{\displaystyle {\sqrt {(1-e^{2})}}\cos i}
És a dir, que l'excentricitat orbital es pot canviar per la inclinació, i la pertorbació pot conduir a una ressonància entre ells. Per tant, órbites molt inclinades i quasi circulars es poden convertir en excèntriques a canvi d'inclinacions més baixes. Com a l'incrementar l'excentricitat mentre es manté constant el semieix major redueix la distància entre els objectes al periàpside, aquest mecanisme pot causar que els cometes es converteixin en cometes rasants.
Normalment, per a objectes amb òrbites amb inclinacions baixes, les pertorbacions acaben en precessió de l'argument del periàpside. Començant amb algun valor de l'angle, la precessió es substitueix per libració al voltant de 90° o 270°, i el periàpside (punt de major aproximació) es veu forçat a oscil·lar al voltant d'un d'aquests valors.
L'angle d'inclinació mínim necessari, anomenat angle de Kozai, és 
{\displaystyle \arccos \left({\sqrt {\frac {3}{5}}}\right)\approx 39.2^{o}}
Per als satèl·lits retrògrads l'angles és 140.8°.
Físicament, l'efecte es relaciona amb la transferència de moment angular; la quantitat conservada és de fet el component normal del moment angular.

## Conseqüències
L'efecte de Kozai produeix que l'argument del periàpside libreixi al voltant dels 90° o 270°, el que vol dir que el seu periàpside succeeixi quan el cos és més lluny del pla equatorial. Aquest efecte és part de la raó per la qual Plutó està dinàmicament protegit d'encontres propers amb Neptú.
La ressonància de Kozai posa restriccions a les possibles òrbites d'un sistema, per exemple: 
- Per a un satèl·lit regular: Si l'òrbita del satèl·lit del planeta és molt inclinada a l'òrbita del planeta, l'excentricitat de l'òrbita del satèl·lit s'incrementa fins, a l'aproximació més propera, el satèl·lit es destruiria per les forces de marea.
- En satèl·lits irregulars: l'excentricitat creixent resultarà en una col·lisió amb un satèl·lit regular, planeta, o l'apoàpside creixent empenyeria el satèl·lit fora de l'esfera de Hill.